# 篩骨
篩骨（しこつ）（英名ethmoid bone 羅名Os Ethmoidale）とは、四肢動物の頭蓋内部にある骨である。
ヒトの篩骨は前頭蓋窩正中部に1つ存在し、鼻腔、脳頭蓋、眼窩を隔てるほぼ方形の骨である。骨内に多数の空洞を含むため、体積に対して非常に軽い特徴がある。
主な構成部位は鶏冠、篩板、垂直板、篩骨迷路、眼窩板などの構造に分類される。篩骨垂直板は鋤骨とともに鼻中隔を構成し、鶏冠と篩板は前頭蓋窩の一部を構成する。また篩骨眼窩板は眼窩の一部を構成する。

## 主な構成部位

### 篩板
篩板（しばん）（英名cribriform plate 羅名lamina cribrosa）とは、篩骨中央の水平面に平行に位置する骨板のことである。上面から見た表面は多数の小孔を有している。篩板は前方で前頭骨の篩骨切痕と、側方で前頭骨眼窩部と、後方で蝶形骨前縁と嵌合している。

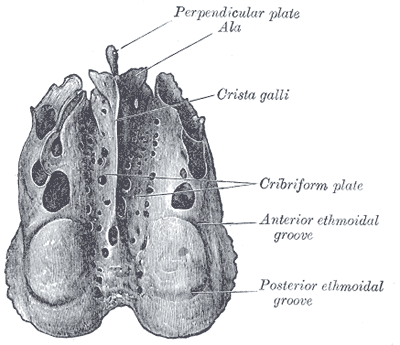
篩骨。真上から見た図。
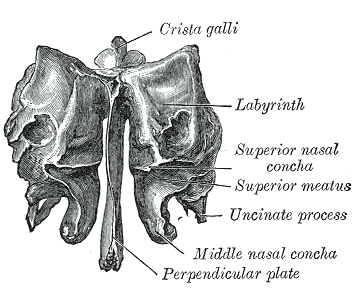
篩骨。正面から見た図。
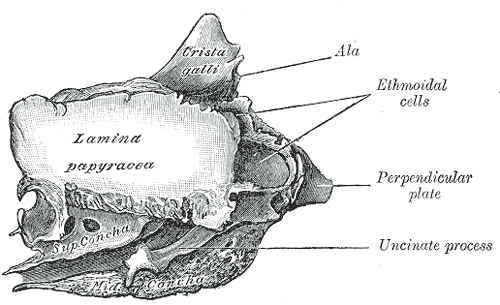
篩骨。右手側から見た図。図右方向が顔側、図左方向が頭側。

### 垂直板

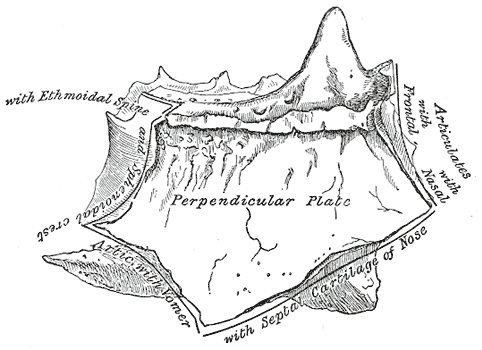
垂直板。右手側から見た図。図右方向が顔側、図左方向が頭側。

垂直板（すいちょくばん）（英名perpendicular plate 羅名lamina perpendicularis）とは、篩骨正中下面から突き出るように下方に伸びる骨板である。

### 篩骨迷路
篩骨迷路（しこつめいろ）（英名ethmoidal labyrinth 羅名labyrinthus ethmoidalis）とは、篩板下方に左右一対として存在する多孔性の部位であり、垂直板によって隔てられる。篩骨迷路は蜂巣状の形態をした篩骨蜂巣によって構成される。

### 眼窩板
眼窩板とは、篩骨迷路外側の薄い骨板のことである。

## 篩骨に連結する骨

アニメーション。篩骨（しこつ）を赤で、それ以外の骨を半透明にして示してある。
（出典：Anatomography）

- 下鼻甲介
- 口蓋骨[1]
- 上顎骨[1]
- 鋤骨[1]
- 前頭骨[1]:前頭篩骨縫合
- 蝶形骨[1]
- 涙骨[1]
- 鼻骨[1]